# Dyschirus interger
Dyschirus interger är en skalbaggsart som beskrevs av Leconte 1851. Dyschirus interger ingår i släktet Dyschirus och familjen jordlöpare. Inga underarter finns listade i Catalogue of Life.